# 中国音乐家协会

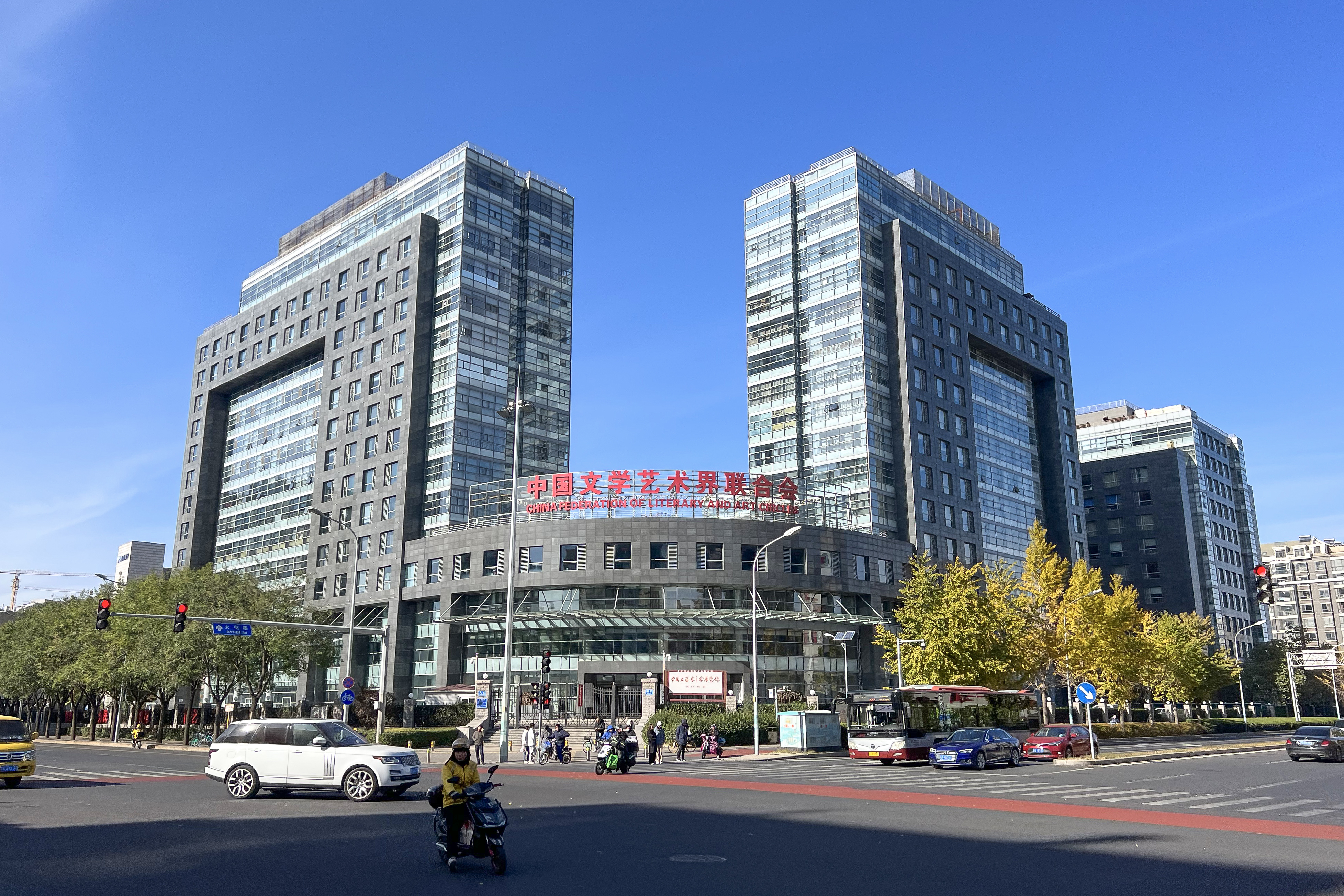
中国音协办公地点为北沙滩文联大楼

中国音乐家协会（简称中国音协）是中国一家专业的音乐家组织，会员主要为中国大陆的音乐工作者，亦是中国文学艺术界联合会和国际音乐理事会成员。协会创立于1949年7月，原名为中华全国音乐工作者协会，现辖36个团体会员（省级音乐协会），13000余名个人会员。

## 主要工作
- 组织会员繁荣音乐创作
- 开展各类音乐演出
- 评选和表彰中国音乐金钟奖
- 组织学术研讨活动，推动音乐理论和批评的发展
- 开展社会音乐活动，主办各类音乐考级工作，提升国人音乐素养
- 对外音乐交流，使中国音乐走向世界

## 主办刊物
- 《人民音乐》（月刊）
- 《音乐创作》（季刊）
- 《词刊》（月刊）
- 《歌曲》（月刊）
- 《儿童音乐》（月刊）1957年试刊，1958年正式出刊，1966年停刊，1979年又复刊
- 《中国音乐》（季刊）1981年3月创办

## 组织

### 职能部门
- 组织联络部
- 会员工作部
- 对外联络部和港澳台事务办公室
- 社会音乐部
- 办公室
- 人事处
- 音乐表演者权益保障中心
- 理论刊物编辑室
- 创作刊物编辑室

### 出版机构
- 中国音乐家协会杂志社
- 中国音乐家音像出版社

### 专门委员会
- 发展委员会
- 创作委员会
- 理论委员会
- 表演艺术委员会
- 民族音乐委员会
- 音乐教育委员会
- 社会音乐委员会
- 对外联络委员会
- 音乐权益保障委员会

### 地方协会
| - 北京市音乐家协会 - 上海市音乐家协会 - 天津市音乐家协会 - 重庆市音乐家协会 - 河北省音乐家协会 - 山西省音乐家协会 - 黑龙江省音乐家协会 - 吉林省音乐家协会 - 辽宁省音乐家协会 - 陕西省音乐家协会 - 甘肃省音乐家协会 - 宁夏回族自治区音乐家协会 | - 青海省音乐家协会 - 新疆维吾尔自治区音乐家协会 - 山东省音乐家协会 - 安徽省音乐家协会 - 江苏省音乐家协会 - 江西省音乐家协会 - 浙江省音乐家协会 - 福建省音乐家协会 - 河南省音乐家协会 - 湖北省音乐家协会 - 湖南省音乐家协会 - 广东省音乐家协会 | - 内蒙古自治区音乐家协会 - 广西壮族自治区音乐家协会 - 海南省音乐家协会 - 四川省音乐家协会 - 贵州省音乐家协会 - 云南省音乐家协会 - 西藏自治区音乐家协会 - 新疆生产建设兵团音乐家协会 - 中国石化音乐家协会 - 中国石油音乐家协会 - 中国煤矿文联音乐家协会 - 海南省音乐家协会 |

### 二级协会
| - 普通高校音乐联盟 - 合唱联盟 - 流行音乐学会 - 小提琴学会 - 室内乐学会 - 二胡学会 - 打击乐学会 - 管乐学会 - 电子琴学会 - 古筝学会 - 琵琶研究会 - 雷琴研究会 - 低音提琴学会 - 吉它学会 - 北京古琴研究会 - 手风琴学会 - 竖琴学会 - 圆号学会 - 中国民族器乐学会 - 锯琴学会 - 指挥学会 | - 大管学会 - 箜篌研究会 - 民族管乐研究会 - 扬琴研究会 - 中提琴研究会 - 电子音乐学会 - 大提琴学会 - 爱乐男声合唱团 - 爱乐乐团合唱团 - 星海合唱团 - 柯达依学会 - 师范院校基本乐科学会（中国视唱、练耳学会） - 少儿小提琴教育学会 - 奥尔夫专业委员会 - 数字化音乐教育学会 - 中国音乐美学学会 - 中国音乐史学会 - 音乐治疗学会 - 陕北民歌研究会 - 音乐心理学学会 | - 刘天华研究会 - 中国传统音乐学会 - 音乐传播学会 - 音乐评论学会 - 西方音乐学会 - 马思聪研究会 - 世界民族音乐学会 - 电视音乐学会 - 钢琴调律学会 - 口琴学会 - 咽音艺术教研中心 - 单簧管学会 - 北京长笛学会 - 民歌合唱团 - 音乐教师学会 - 音乐教育学学会 - 师范院校声乐教育学会 - 师范院校合唱学会 - 东方音乐学会 - 南音学会 - 律学学会 - 中国声乐学会 |

## 历任领导
第一届 （1949年7月）
- 主席：吕骥
- 副主席：马思聪、贺绿汀

第二届 （1960年8月）
- 主席：吕骥
- 副主席：马思聪、贺绿汀、查阜西

第三届 （1979年11月）
- 主席：吕骥
- 副主席：贺绿汀、李焕之、李凌、周巍峙、丁善德、时乐濛、赵沨、才旦卓玛、孙慎、周小燕

第四届 （1985年5月）
- 名誉主席：吕骥、贺绿汀
- 主席：李焕之
- 副主席：丁善德、才旦卓玛、孙慎、李凌、李德伦、时乐濛、沈亚威、严良堃、吴祖强、周小燕、赵沨、施光南、瞿维、瞿希贤

第五届 （1999年12月）
- 名誉主席：吕骥、李焕之、吴祖强
- 主席：傅庚辰
- 副主席：吴雁泽（常务）、才旦卓玛、王世光、王立平、王次炤、李谷一、谷建芬、闵惠芬、陆在易、金铁霖、赵季平、鲍蕙荞

第六届（2004年12月）
- 名誉主席：吴祖强
- 主席：傅庚辰
- 副主席：徐沛东（常务）、王世光、王立平、王次炤、吴雁泽、李谷一、闵惠芬、陆在易、金铁霖、赵季平、鲍蕙荞、廖昌永、谭利华、叶小钢
- 顾问：才旦卓玛、孙慎、严良堃、时乐濛、谷建芬、周小燕、瞿希贤

第七届（2009年12月）
- 名誉主席：吴祖强、傅庚辰
- 主席：赵季平
- 副主席：徐沛东（常务）、王次炤、叶小钢、印青、余隆、宋飞、宋祖英、张国勇、努斯来提·瓦吉丁、孟卫东、顾欣、彭丽媛、廖昌永、谭利华、陆在易、金铁霖、鲍蕙荞
- 顾问：才旦卓玛、孙慎、严良堃、时乐蒙、谷建芬、周小燕、瞿希贤

第八届（2015年6月）
- 名誉主席：吴祖强、傅庚辰（满族）、赵季平
- 主席：叶小钢
- 副主席：印青、关峡（满族）、关牧村（女，满族）、余隆、宋飞（女）、宋祖英（女，苗族）、张千一（朝鲜族）、张国勇、孟卫东、赵塔里木、徐沛东、韩新安、廖昌永、谭利华
- 秘书长：韩新安
- 副秘书长：王建国、王宏
- 顾问：才旦卓玛（女，藏族）、王世光、王立平（满族）、王次炤、孙慎、严良堃、李谷一（女）、吴雁泽、谷建芬（女）、陆在易、努斯来提·瓦吉丁（维吾尔族）、金铁霖（满族）、周小燕（女）、鲍蕙荞（女）

第九届（2021年2月）
- 名誉主席：吴祖强、赵季平
- 主席：叶小钢
- 副主席：王黎光、李心草、杨燕迪、何沐阳、余隆、宋飞（女）、张也（女）、张千一、张国勇、俞峰、戚建波、韩新安（驻会）、雷佳（女）、廖昌永
- 秘书长：韩新安
- 副秘书长：王宏（女）、张天文、熊纬
- 顾问：才旦卓玛（女，藏族）、王世光、王立平（满族）、王次炤、关峡（满族）、关牧村（女，锡伯族）、孙慎、李谷一（女）、吴雁泽、谷建芬（女）、陆在易、陈永华、努斯勒提·瓦吉丁（维吾尔族）、金铁霖（满族）、孟卫东、赵塔里木、徐沛东、鲍蕙荞（女）、谭利华

## 入会
中国音协实行个人会员和团体会员制相结合的方式。申请入会者应具有中华人民共和国国籍，在音乐行业有一定的成绩并遵守协会章程，经两名会员介绍向协会提出申请，协会审批合格后，即准入会。此外旅外华人音乐家和外国音乐家如对中国音乐作出一定贡献，经协会批准可成为荣誉会员。会员长期脱离音乐行业或违法犯罪，不遵守章程的，协会将给予劝退。

## 颁发奖项
- 中国音乐金钟奖
- 中国音乐“小金钟”奖（长江钢琴全国钢琴比赛）